# Virgin Hotels Chicago
Pour la chaîne d'hôtel américaine, voir Virgin Hotels.
Virgin Hotels Chicago (anciennement Old Dearborn Bank Building) est un gratte-ciel historique situé au 203 North Wabash Avenue, dans le secteur financier du Loop à Chicago, dans l'État de l'Illinois, aux États-Unis.
D'une hauteur de 91,4 mètres, le bâtiment se compose de 25 étages et a été construit en 1928. Le bâtiment a été conçu dans le style Art déco par les frères Cornelius W. Rapp (1860-1926) et George Leslie Rapp (1878-1941) de l'agence d'architectes Rapp and Rapp et dont le siège est basé à Chicago. Le Old Dearborn Bank Building se composait exclusivement de bureaux jusqu'à sa reconversion en hôtel entre 2011 et 2015.
Le 4 juin 2003, le bâtiment est inscrit sur la liste des Chicago Landmark (CL) par la Commission on Chicago Landmarks de la ville de Chicago et compte parmi les édifices les plus prestigieux de l'Illinois. Le 24 octobre 2011, Virgin Hotels, une chaîne d'hôtel lancée par l'entrepreneur britannique Richard Branson et qui fait partie de Virgin Group, rachète l'édifice et le transforme en hôtel. Il compte 250 chambres et des boutiques au rez-de-chaussée.

## Localisation
Situé au 203 North Wabash Avenue, dans la partie nord du secteur financier du Loop (Downtown Chicago), non loin du secteur de Near North Side, le bâtiment se trouve à proximité immédiate de plusieurs points d'intérêts, bâtiments historiques et édifices emblématiques de la ville.
Le Old Dearborn Bank Building fait face au 35 East Wacker (anciennement Jewelers Building), un bâtiment historique de style néo-classique datant de 1927. À proximité se trouvent l'hôtel Monaco, le Chicago Theatre (une salle de spectacle historique mêlant styles néo-classique et néo-baroque datant de 1921), un point d'accès à la Chicago Riverwalk (une voie piétonnière longeant les bords de la rivière Chicago), la Trump International Hotel and Tower (le deuxième plus haut gratte-ciel de la ville derrière la Willis Tower), les tours jumelles de Marina City (deux gratte-ciel résidentiels comprenant des restaurants, un hôtel, des commerces au niveau du rez-de-chaussée et une marina sur la rivière Chicago) et le Wrigley Building, un bâtiment historique datant de 1924 s'inspirant du style renouveau colonial espagnol avec des influences issues de la Renaissance française (ce bâtiment en terre cuite blanche vernissée est situé le long du prestigieux Magnificent Mile, dans le quartier de Michigan–Wacker Historic District).

## Architecture
Conçu dans le style Art déco, la structure du bâtiment se compose d'une ossature en acier et sa façade est recouverte de briques jaunes ocres. Avec son ornementation en terre cuite représentant à la fois des personnages médiévaux et mythologiques, le Old Dearborn Bank Building est l'un des bâtiments les plus insolites du secteur financier du Loop. Œuvre du célèbre cabinet d'architectes Rapp and Rapp, spécialisé dans la conception de salles de théâtre et de cinéma, ils sont notamment les concepteurs de quatre théâtres et salles de spectacles historiques de Chicago : le Chicago Theatre (1921), l'Uptown Theatre (1925), le James M. Nederlander Theatre (1926) et le Copernicus Center (autrefois le Gateway Theatre ; 1930), le Old Dearborn Bank Building est l'un des deux seuls bâtiments de l'entreprise à avoir été conçu comme un immeuble de bureaux,.
La conception du bâtiment allie la forme générale simple des gratte-ciel commerciaux de Chicago avec l'ornement exotique plus typique des « palais » de cinéma des années 1920.

## Rachat par Virgin Hotels

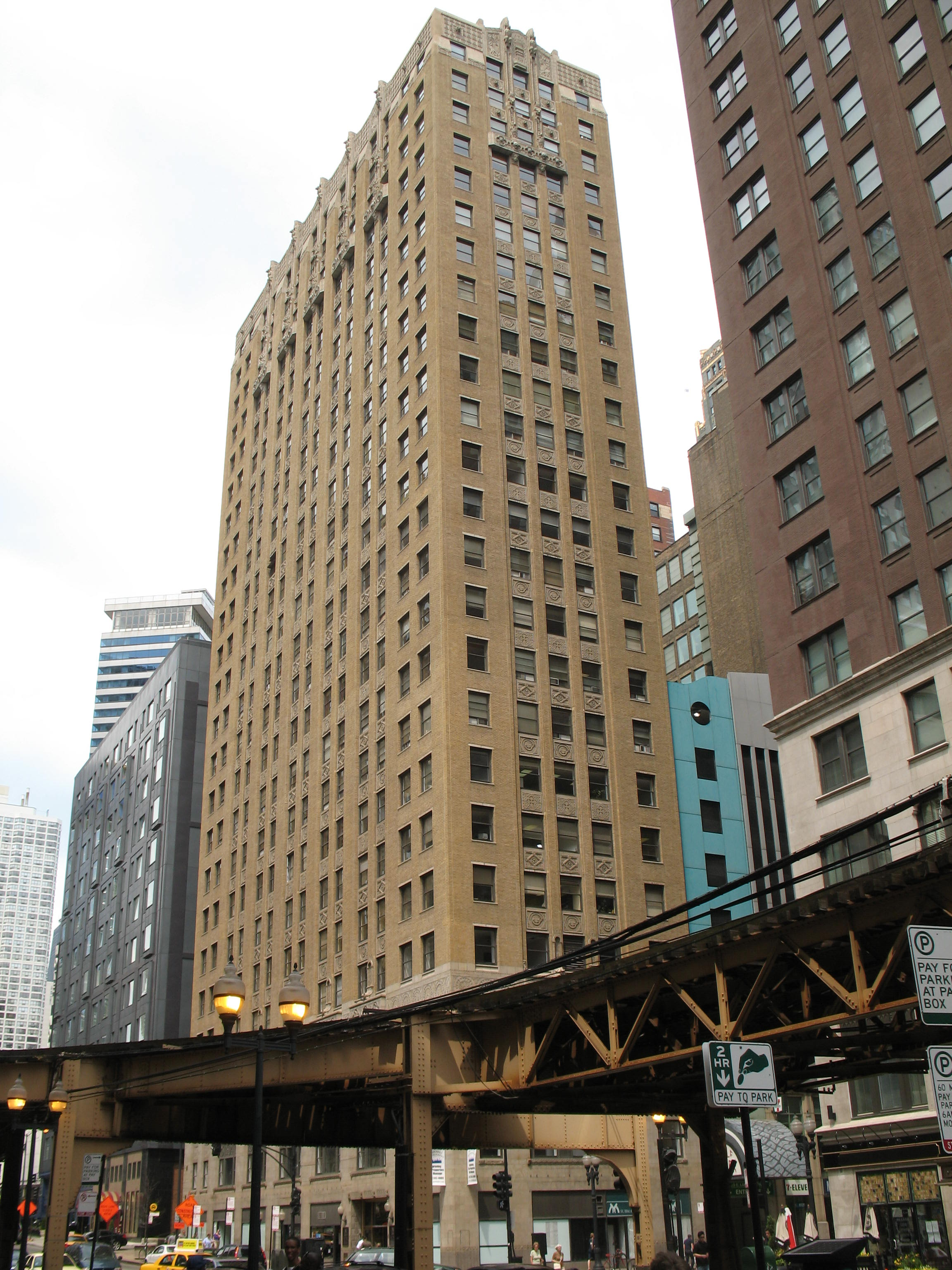
Vue sur le Virgin Hotels Chicago et les rails du circuit aérien du métro de Chicago.

Les propriétaires de l'immeuble n'ont pas remboursé un prêt de 9 millions de dollars à John Hancock Life Insurance, ce qui entraîna l'acquisition du prêt (et donc de la propriété) pour un montant non divulgué par Urban Street Properties LLC en avril 2010. Le bâtiment avait été acquis par les précédents propriétaires pour 9,5 millions de dollars en 2001.
Le 24 octobre 2011, la chaîne d'hôtel Virgin Hotels, qui fait partie du groupe industriel anglais Virgin, acheta le bâtiment à Urban Street Properties LLC dans le but d'en faire son premier hôtel en 2013 avec environ 250 chambres au design moderne. Le rachat du bâtiment fut évalué à environ 14 millions de dollars. Virgin Hotels embaucha l'entreprise The John Buck Company pour engager une rénovation complète du bâtiment,. L'architecte principal de la rénovation fut Booth Hansen et les co-concepteurs de la rénovation intérieure furent Rockwell Group Europe et l'équipe de conception interne de Virgin Hotels. Le rachat du bâtiment fit partie du « plan d'affaires 2010 » de Virgin Hotels visant à acquérir à moindre coût des propriétés en difficulté en Amérique du Nord pendant le ralentissement dû à la bulle immobilière américaine des années 2000.
Le bâtiment ouvrit ses portes en tant qu'hôtel le 15 janvier 2015. La rénovation prit plus de temps que prévu en raison du statut de monument historique du bâtiment, ce qui nécessita une coordination continue entre la Commission on Chicago Landmarks (« Commission des lieux historiques et patrimoniaux de Chicago »), le conseil municipal de Chicago et les entreprises. Les éléments d'origine conservés comprennent un bar à cigares en chêne datant des années 1920, des portes d'entrée d'ascenseur en laiton et un plafond carrelé. La disposition finale de 250 chambres comprend 40 suites à chambre simple et 2 suites penthouse. Toutes les chambres sont équipées pour accueillir des animaux domestiques.
Sous les auspices de la Commission on Chicago Landmarks (une branche de l'administration municipale de Chicago), la rénovation comprit le remplacement des briques, des fenêtres et de la charpente en acier. Le point central du bâtiment rénové est le Commons Club accessible au public au deuxième étage, avec un bar de style contemporain, une cuisine complète, un coin salon, une bibliothèque réservée à la clientèle et des souvenirs locaux.
L'hôtel compte deux restaurants, un café, et un bar sur le toit-terrasse qui n'ouvre qu'à la saison estivale.

## Accessibilité
La station State/Lake (une des plus importantes du réseau du métro de Chicago) est située à l'ouest du bâtiment. State/Lake se trouve sur le circuit aérien de l'Union Loop (les lignes verte, orange, brune, mauve, rose s'y croisent).
Les bus urbains du réseau de la Chicago Transit Authority (CTA) desservent également le secteur.

## Galerie d'images

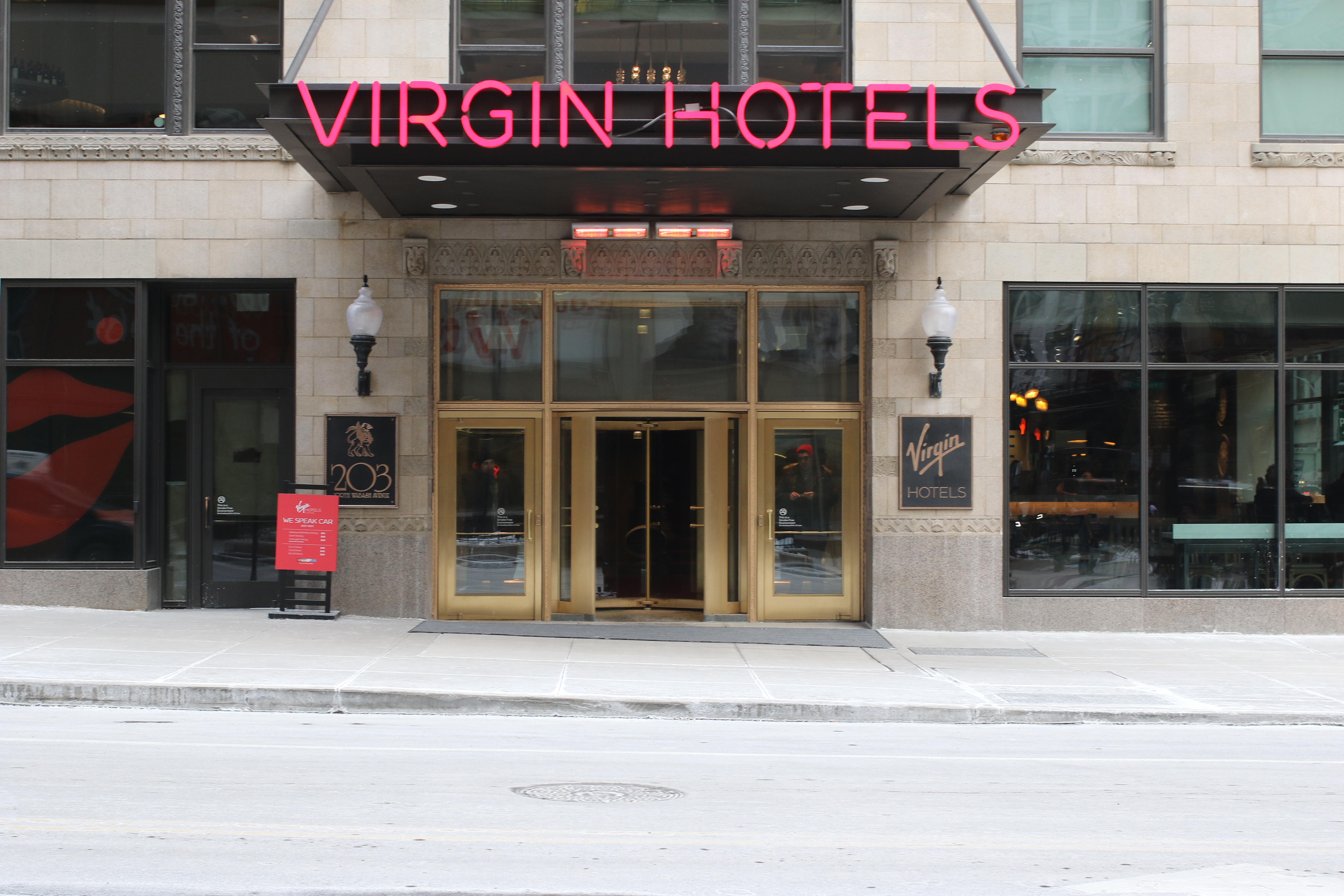
Entrée.
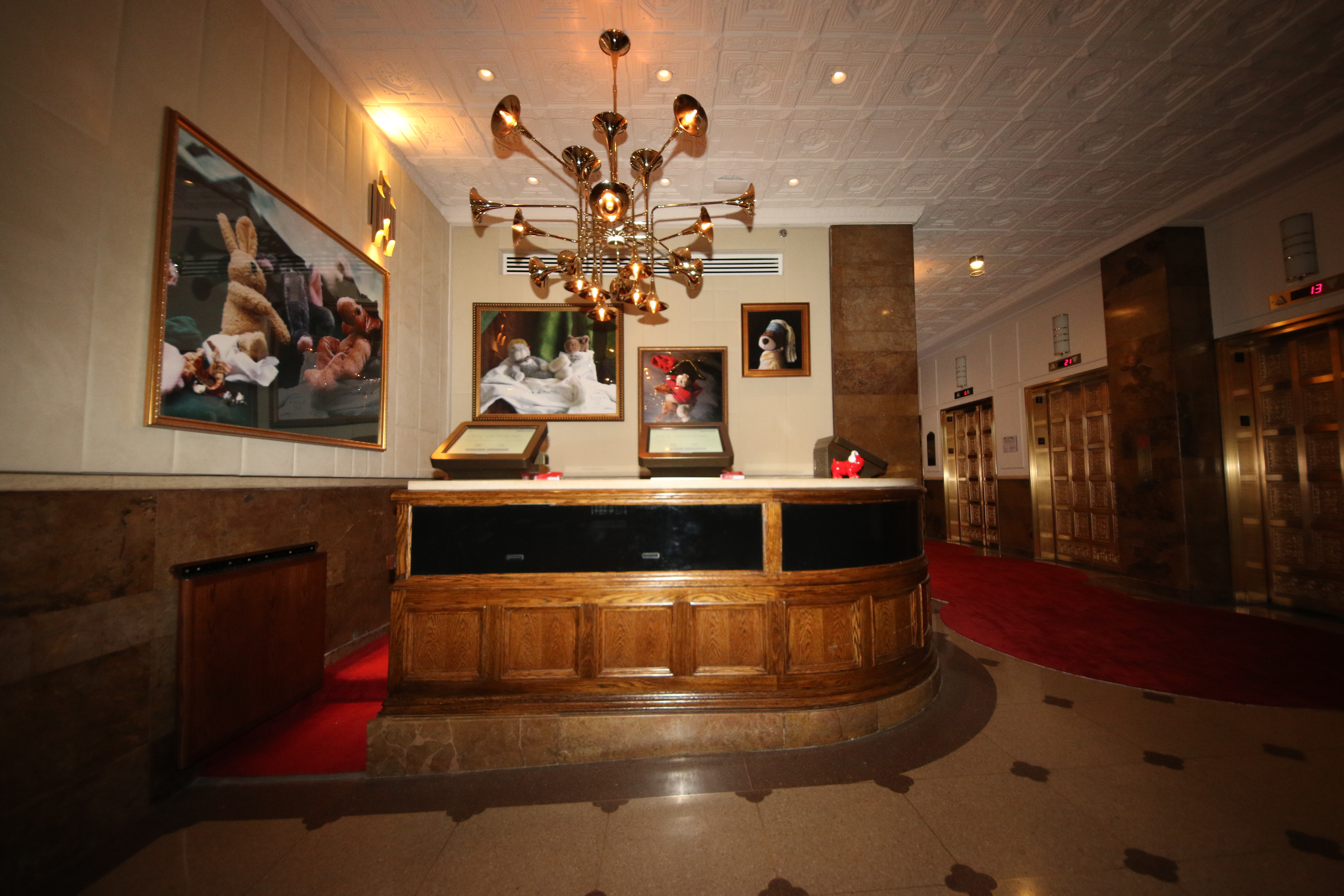
Réception.
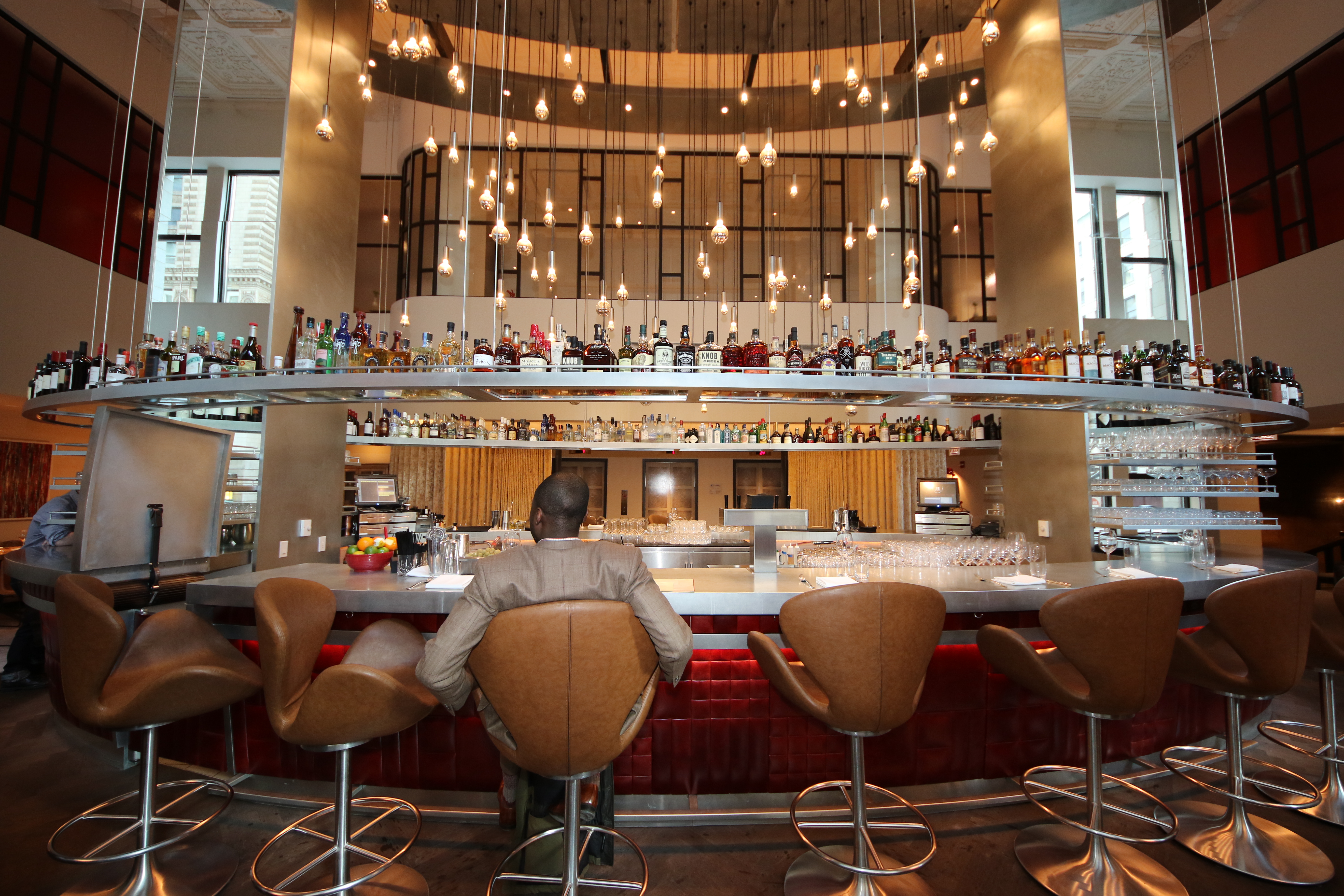
Bar de l'hôtel.
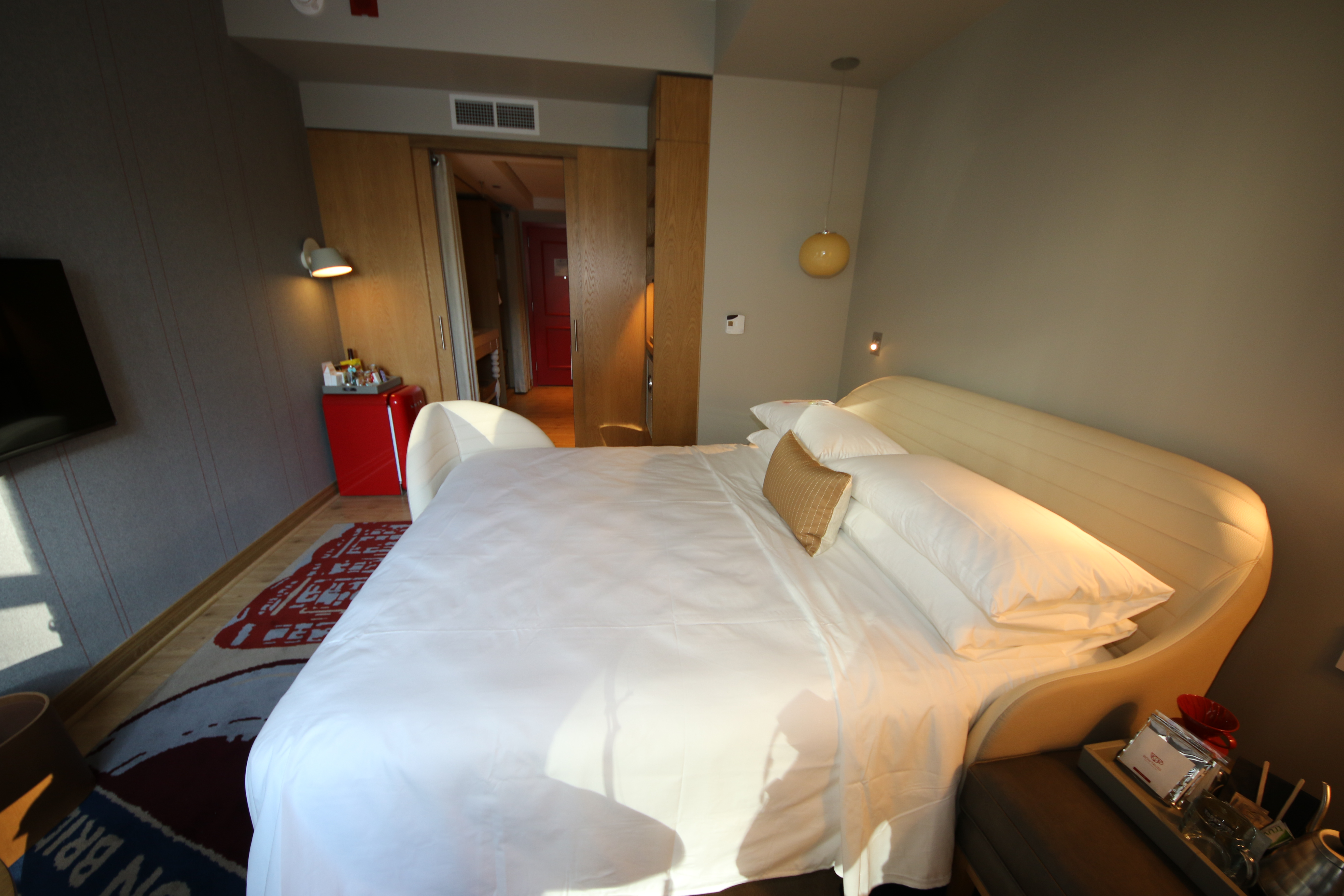
Chambre.